# اثرات تغییر اقلیم
اثرات تغییر اقلیم شامل تغییرات زیست‌محیطی، اجتماعی، سیاسی و اقتصادی ناشی از افزایش دمای جهانی است. در مجامع علمی توافق بر این است که تغییرات آب و هوایی نتیجهٔ فعالیت‌های انسان روی کرهٔ زمین است. شواهد اصلی این تغییرات اقلیم ناشی از گرم‌شدن زمین شامل بالا آمدن سطح دریا و کاهش پوشش برف در نیمکره شمالی به همراه درجه حرارت‌های بالا می‌باشد. بر طبق هیئت بین دولتی تغییرات آب‌وهوایی بیشترین افزایش ثبت‌شده در درجه حرارت متوسط جهانی از اواسط قرن ۲۰ به احتمال بسیار زیاد به دلیل افزایش غلظت گازهای گلخانه‌ای توسط انسان است.
پیش‌بینی تغییرات آب و هوایی در آینده نشان‌دهندهٔ گرم شدن بیشتر کره زمین، بالا آمدن سطح دریا و افزایشی در تعداد و شدت برخی از حوادث آب و هوایی شدید را نشان می‌دهد. کنوانسیون سازمان ملل متحد در مورد تغییرات اقلیمی (UNFCCC) توافق کرده‌اند که «غلظت گازهای گلخانه‌ای در اتمسفر را در یک سطح که برای اتمسفر دیگر خطری نداشته‌باشد را تثبیت کنند.»
برخی از دانشمندان، افزایش توفان‌ها و گردبادهای سهمگین را یکی از نتایج گرم شدن کره زمین قلمداد می‌کنند.
اغلب کارشناسان اقلیمی معتقدند که این روند می‌تواند به وقوع خشکسالی‌ها، سیل‌ها، باد‌های گرم و طوفان‌های مهیب‌تر منجر شود اما برخی از آن‌ها هم بر این باور هستند که بعضی از این حوادث رخ داده علامت گرم شدن زمین نیستند چون این آشفتگی و نابسامانی ویژگی طبیعی اقلیم است.
از پیامدهای دیگر بالا آمدن آب دریاها، و در نتیجه رفتن مناطق ساحلی و جزایر زیر آب و رقیق‌شدن آب اقیانوس‌ها و در نتیجه افزایش بارندگی در تمام جهان است.
گرم شدن زمین باعث شده است که دمای داخلی یخچال‌های طبیعی واقع در نقاط مختلف جهان از جمله یخچال‌های واقع در شمالگان، جنوبگان و چین افزایش پیدا کند و در نتیجه با آب شدن تدریجی، حجم زیادی از ذخایر این یخچال‌ها ذوب شود. این مسئله از آنجا حائز اهمیت است که این یخچال‌ها بخش عمده‌ای از ذخایر آب آشامیدنی جهان را تشکیل می‌دهند. بنابراین منابع آب آشامیدنی سالم رو به کاهش می‌گذارد و احتمال شیوع بیماری‌هایی که از طریق آب آشامیدنی ناسالم شیوع می‌یابند، بیشتر می‌شود. گرمایش زمین همچنین تأثیر به‌سزایی در کاهش تعداد جوجه پنگوئن‌ها دارد. طبق برآوردهای سازمان بهداشت جهانی، بیماری‌هایی که از تغییرات اقلیمی و گرم شدن زمین ناشی می‌شود، هر ساله باعث مرگ و میر ۸۰ هزار نفر در کشورهای آسیایی می‌شود. مقامات سازمان ملل تاکنون چندین بار دربارهٔ پیامدهای گرم شدن زمین هشدار داده‌اند و خواستار اقدام فوری اعضای این سازمان در جلوگیری از این پدیده شده‌اند.

## گرم‌ترین سال تاریخ زمین
بر اساس اطلاعات منتشرشده از سوی ناسا (NASA) سال ۲۰۲۳ گرم‌ترین سال زمین تا کنون بوده است و در ۱۰ سال گذشته، هرسال رکورد گرم‌ترین سال شکسته شده است. دانشمندان در این زمینه هم نظرند که این افزایش دمای بی‌سابقه به دلیل فعالیت‌های انسانی بوده است. البته در حال بررسی عوامل دیگر مثل پدیده ال‌نینو، آلاینده‌ها و فعالیت آتشفشانی هم هستند.

## تغییرات در اقیانوس‌ها
اثرات فیزیکی اصلی گرم‌شدن هوای کره زمین بر اقیانوس‌های جهان عبارتند از: افزایش سطح دریا، گرم‌شدن اقیانوس، اسیدی‌شدن اقیانوس، از دست‌دادن اکسیژن، افزایش گرمای امواج دریایی و تغییرات در جریان‌های اقیانوسی، از جمله کاهش یا خاموش‌شدن احتمالی گردش دماشوری. این تغییرات فیزیکی، اکوسیستم‌های دریایی را مختل نموده و می‌تواند باعث انقراض یا انفجار جمعیتی و تغییر توزیع جمعیت گونه‌های دریایی بشود و بر ماهی‌گیری و گردش‌گری ساحلی تأثیر بگذارد.

### پایین رفتن سطح آب دریا
برخلاف سایر مناطق دنیا که سطح دریاها در حال بالا آمدن است، در هوفن (Hofn) ایسلند سطح آب در حال پایین رفتن است. کلاهک یخی موجود در این منطقه، باعث فشرده شدن خاک زیر خود می‌شود. اما با آب شدن این کلاهک یخی در اثر گرمایش جهانی، سطح زمین بالاتر آمده است و حتی خطر برخورد کف کشتی‌ها به زمین وجود دارد. کلاهک‌های یخی و یخچال‌ها علاوه بر فشرده کردن زمین، به دلیل نیروی جاذبه، باعث کشیده شدن آب به سمت خود می‌شوند. با از بین رفتن یخچال‌ها، جریان آب از این ناحیه دور می‌شود و این نیز به پایین رفتن سطح دریا می‌افزاید. بر اساس گزارش ناسا، ایسلند سالانه حدود ۱۰ میلیارد تن کوه یخی را دارد از دست می‌دهد و اگر این روند کاهش نیابد، تا سال ۲۲۰۰ ایسلند، سرزمین یخ خالی از یخ خواهد بود.

## اثرات اقتصادی تغییر اقلیم
اثرات تغییر اقلیم محدود به تغییرات زیست‌محیطی نیست. سیستم اقتصادی جهان هم به تبع تغییرات اقلیمی تغییر می‌کند. نیکولاس استرن پیش‌بینی کرده است که تولید ناخالص داخلی جهانی به اندازه ۲۰ درصد کاهش می‌یابد. البته این پیش‌بینی محافظه‌کارانه به نظر می‌رسد. پل گیلدینگ در سال ۲۰۱۱ تغییرات زیر را پیش‌بینی کرده است:
- کاهش عرضه مواد غذایی و افزایش قیمت مواد غذایی به دلیل کم شدن زمین قابل کشت
- افزایش قیمت نفت
- سقوط صنعت شیلات با کاهش بیش از نود درصدی صید تا سال ۲۰۴۸
- سقوط صنعت بیمه در اثر تغییرات ناگهانی در اقلیم
- سقوط صنعت سوخت‌های فسیلی مثل زغال‌سنگ و نفت برای کاهش گازهای گلخانه‌ای
- کاهش فعالیت در بورس جهانی و پایین آمدن حجم سرمایه‌گذاری
- کاهش فعالیت در صنعت گردشگری مخصوصاً در مواردی که متکی به جاذبه‌های طبیعی مثل برف و صخره‌های مرجانی است.

## اثرات اجتماعی تغییر اقلیم
با درنظر گرفتن این نکته که خیلی از مردم جهان در نواحی ساحلی زندگی می‌کنند، بالا آمدن سطح دریا تأثیر زیادی بر امنیت و ثبات منطقه خواهد داشت مخصوصاً در کشورهای فقیر و این احتمال وجود دارد که میلیون‌ها نفر متقاضی پناهندگی به وجود بیاید. که این تغییر به نوبه خود می‌تواند باعث بروز تنش‌های سیاسی و حتی تروریسم شود چرا که خیلی از تنش‌ها در طول تاریخ بعد از دست رفتن زمین (مثلا بر اثر بالا آمدن آب دریاها) و ایجاد حس بی‌عدالتی در آسیب‌هایی که به فرهنگ یا گروهی از مردم وارد شده، ایجاد شده است.

## اثرات سیاسی تغییر اقلیم
در آغاز سدۀ بیست و یکم به نظر می‌رسد که کشور ایالات متحده آمریکا نتواند تسلط سیاسی و اقتصادی خود را حفظ کند و کشورهایی که در صنایع جدید سرمایه‌گذاری کرده‌اند مثل چین، قدرت را در سطح جهانی در دست بگیرند.